# La donna della retata
La donna della retata (非常線の女?, Hijosen no onna) è un film muto del 1933 diretto da Yasujirō Ozu. È conosciuto anche con il titolo alternativo Una donna sul filo del rasoio.

## Trama
Tokiko vive una doppia vita: di giorno lavora come impiegata in un ufficio, di sera invece è la donna di Jyoji, un ex pugile a capo di una gang criminale. Tra gli uomini al servizio di Jyoji lavora da poco tempo il giovane Hiroshi, che, ad insaputa della sorella Kazuko che fa sacrifici per mantenere entrambi, ha abbandonato gli studi. Dopo averlo scoperto e preoccupata per la sua condotta, Kazuko decide di rivolgersi direttamente a Jyoji implorando di licenziare Hiroshi e farlo tornare a studiare. Il boss, mosso a compassione dalla ragazza e dalla sua bontà d'animo, acconsente alla sua richiesta. L'incontro con Kazuko porta Jyoji a riflettere sulla sua vita da criminale; decide così di abbandonare il mondo della malavita e di sposare Tokiko e vivere insieme a lei una vita onesta. Ma prima di abbandonare la sua gang, Jyoji ha un'ultima ed illegale missione da compiere: procurarsi il denaro per sé e Tokiko e per Kazuko e suo fratello.

## Produzione
Questo film, il 29º del regista, venne girato tra febbraio e aprile del 1933. Venne distribuito a partire dal 27 aprile dello stesso anno.